# Алтайская мышовка
Алтайская мышовка, или рыжая мышовка (лат. Sicista napaea), — вид грызунов из семейства или подсемейства мышововых.

## Описание и образ жизни
Мелкие мышовки, живущие изолированно от других видов на Алтае. Численность невелика. Селятся в горной степи и лесостепи, в кустарнике вблизи полей. Лесов избегают. Окрас грязно-буро-жёлтый без темной полосы (что позволяет легко отличать от родственных видов). Длина около 7—8 см, хвост длиннее тела — до 11 см, тонкий, с хорошо различимыми поперечными кольцами.
Питаются семенами, ягодами, насекомыми. Активны в сумерках и ночью. Размножаются в мае—июле, рождается обычно 4—5 детенышей.